# Caerphilly (hrabství)
Caerphilly je jedno z hrabství a administrativní oblast na jihovýchodě Walesu ve Spojeném království. Správním centrem je město Caerphilly.

## Historie
Od roku 1996 patří mezi městská administrativní hrabství, v letech 1974 - 1996 byly na tomto území distrikty Islwyn a Rhymney Valley z hrabství Gwent a Mid Glamorgan. Původně na hranici tradičních hrabství Glamorgan a Monmouthshire.

## Města
- Caerphilly – správní centrum